# Quadrula fragosa
Quadrula fragosa är en musselart som först beskrevs av Conrad 1835.  Quadrula fragosa ingår i släktet Quadrula och familjen målarmusslor. IUCN kategoriserar arten globalt som akut hotad. Inga underarter finns listade i Catalogue of Life.